# احمد حق‌شناس
‌احمد حق‌شناس از سیاستمداران ایرانی بود، که در دوره‌های  بیست و یکم،  بیست و دوم و  بیست و سوم به عنوان نماینده تبریز در مجلس شورای ملی حضور داشت.